# Hasta el fin del mundo
Hasta el fin del mundo – meksykańska telenowela z 2014 roku. Wyprodukowana przez wytwórnię Televisa.
Telenowela jest emitowany w Meksyku przez Canal de las Estrellas od 28 lipca 2014.

## Obsada
- David Zepeda – Salvador "Chava" Cruz Sánchez #2
- Marjorie de Sousa – Sofía Ripoll Bandy / Sofía Fernández Bandy
- Pedro Fernández – Salvador "Chava" Cruz Sánchez #1
- Claudia Álvarez – Alexa Ripoll Bandy
- Diego Olivera – Armando Romero
- Julián Gil – Patricio Iturbide
- María Rojo – Guadalupe "Lupita" Sánchez #1
- Leticia Perdigón – Guadalupe "Lupita" Sánchez #2
- César Évora – Francisco "Paco" Fernández
- Mariana Seoane – Silvana Blanco Cabrera
- Roberto Vander – Gerónimo Peralta De la Riva
- Olivia Bucio – Greta Bandy Vda. de Ripoll
- Ximena Herrera – Araceli Fernández
- Alejandro Tommasi – Fausto Rangel
- Aleida Núñez – Irma Fernández Martínez
- Julio Camejo – Matías Escudero
- María Prado – Miguelina Ávila
- Jorge Ortín – Refugio "Cuco"
- Gabriela Platas – Rosa Valera
- Tony Bravo – Javier Cruz
- Jade Fraser – Daniela Ripoll Bandy
- Miguel Martínez – Lucas Cavazos Valera
- Mariana Van Rankin – Marisol Cruz Sánchez
- Eddy Vilard – Oliver Peralta Carbonell
- Alán Slim – Cristian Blanco Cabrera / Iker Gálvez Parra
- Nicolás Chunga – Fernando "Nandito" Romero Fernández
- Sugey Ábrego – Iraís Bernal
- Mariana Morones – Yovet Bernal
- Roberto Palazuelos – Mauro Renzi
- Javier Jattin – Paolo Elizondo
- Arleth Terán – Regina Duarte
- Roberto Ballesteros – Comandante Félix Tavares
- Carlos Gascón – Alan Duncan
- Ricardo Margaleff – Pedro
- Ricardo Barona – Antonio Manjarrez
- Ivonne Ley – Ceci
- Rafael del Villar – Langarica
- Carlos Cámara Jr. – Octavio Ripoll
- Rebeca Mankita – Isadora Carbonell
- Vanessa Arias – Flor
- Tania Vázquez – Valentina
- Humberto Elizondo – Carlos Landa
- Miguel Santa Rita – León Peralta
- Ricardo Guerra – Orion Lovato
- Emireth Rivera – Morgana
- Moisés Suárez – Manuel
- Luis Bayardo – Sacerdote
- David Ostrosky –  Martín Coria
- Jorge Pondal – Rafael Silvetti
- Jaime Lozano – Doctor Rivadeneira
- Ruben Branco – Mariscal
- Fernando Robles – Brito
- Eduardo Rivera – Ramón
- Teo Tapia – Doktor
- Juan Verduzco – Aguilar
- Lilia Aragón – Yuba
- Kelchie Arizmendi – Analía
- Arsenio Campos – Artemio
- Alberto Estrella – Don
- Pedro Moreno – Ranku
- Carlos de la Mota – Esteban Araúz
- Israel Jaitovich – Tato
- Rebeca Gucón – Greta Bandy de Ripoll (młody)
- Eleane Puell – Silvana Blanco Cabrera (młody)
- Benjamín Islas – Doktor